# Laguépie
Laguépie är en kommun i departementet Tarn-et-Garonne i regionen Occitanien i södra Frankrike. Kommunen ligger i kantonen Saint-Antonin-Noble-Val som tillhör arrondissementet Montauban. År 2022 hade Laguépie 653 invånare.

## Befolkningsutveckling
Antalet invånare i kommunen Laguépie
| Referens: INSEE |